# Samuel Thornton Durrance
Samuel Thornton Durrance (17. září 1943 Tallahassee, Florida, USA – 5. května 2023 Viera, Florida) byl americký vědec a astronaut. Ve vesmíru byl dvakrát.

## Život

### Studium a zaměstnání
V roce 1974 ukončil vysokoškolská studia na California State University v oboru fyziky, poté vystudoval astrofyziku a geofyziku na University of Colorado at Boulder. V roce 1980 získal titul PhD. Používal přezdívku Sam.
Byl ženatý s Rebeccou Tuggleovou a měli spolu dvě děti, Benjamina a Susan.
Z NASA odešel v roce 1996 do soukromého sektoru.

### Lety do vesmíru
Na oběžnou dráhu se v raketoplánech dostal dvakrát a ve vesmíru strávil 25 dní, 14 hodin a 13 minut. V posádce zastával post letového specialisty. Byl 243. člověkem ve vesmíru.
- STS-35, Columbia (2. prosince 1990 – 10. prosince 1990)
- STS-67, Endeavour (2. března 1995 – 18. března 1995)